# Reinsdorf (Waldheim)
Reinsdorf ist ein Ortsteil der Stadt Waldheim im sächsischen Landkreis Mittelsachsen. Gemeinsam mit anderen Ortsteilen bildet der Ort die Ortschaft Reinsdorf.

## Lage
Das Waldhufendorf Reinsdorf liegt 2 bis 5 km südwestlich von Waldheim und südlich von Hartha etwa in der Mitte des Dreiecks Chemnitz-Dresden-Leipzig. Durch den Ort fließt der Reinsdorfer Bach. Die Straße von Waldheim führt über die Orte Hoyersdorf bzw. Neuwallwitz nach Geringswalde. Reinsdorf liegt auf rund 277 m.

## Geschichte

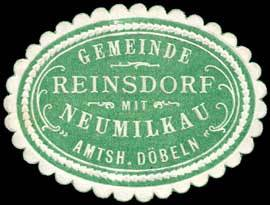
Siegelmarke der Gemeinde Reinsdorf mit Neumilkau: Letzteres gehörte schon immer zur Flur Reinsdorf

Die Geschichte Reinsdorfs geht zurück bis in das Jahr 1278 als ein Johannes miles de Reinhardesdorf erwähnt wurde. Spätere Nennungen sind Reynhardisdorf (1350), Reinhartsdorf (1361), Reinhartsdorff (1378), Reynsdorff (1419/20), Reynerstorff (1465), Reynsdorff (1551) und Reinsdorf b. Waldheim (1875). Entsprechend seiner Lage gehörte der Ort zum castrum Leisnig, dem Amt Leisnig, dem Amt Rochlitz und später dem Gerichtsamt Waldheim und der Amtshauptmannschaft bzw. dem Landkreis Döbeln, bis dieser 2008 im heutigen Landkreis aufging. Für 1276 ist ein Herrensitz in Reinsdorf überliefert. 1551, 1696 und 1764 war der Ort dem Rittergut Kriebstein zugehörig.
Die Gemeinde Reinsdorf wurde 1994 aufgelöst und nach Waldheim eingemeindet.
| Jahr      | 1551                           | 1764                          | 1834 | 1871 | 1890 | 1910 | 1925 | 1939 | 1946 | 1950 | 1964 | 1990 |
| --------- | ------------------------------ | ----------------------------- | ---- | ---- | ---- | ---- | ---- | ---- | ---- | ---- | ---- | ---- |
| Einwohner | 35 besessene Mann, 60 Inwohner | 40 besessene Mann, 18 Häusler | 502  | 593  | 622  | 631  | 634  | 548  | 769  | 730  | 569  | 462  |

1925 lebten im Ort 599 Lutheraner, 26 Katholiken und neun andersgläubige.

## Ortschaft Reinsdorf
Gemeinsam mit den Orten Neumilkau und Vierhäuser bildet der Ort die Ortschaft Reinsdorf. Der Ortschaftsrat der Ortschaft besteht aus 4 Mitgliedern, der auch einen Ortsvorsteher wählt.

## Belege
1. ↑  Waldheim: Herrensitz Reinsdorf | Sachsens Schlösser. 12. August 2012, abgerufen am 27. März 2024 (deutsch).
2. 1 2  Reinsdorf (2) – HOV | ISGV. Abgerufen am 27. März 2024.
3. ↑  Stadt Waldheim: Hauptsatzung der Stadt Waldheim. 14. November 2014, abgerufen am 27. März 2024 (Die Hauptsatzung ist unter der angegebenen Internetadresse herunterladbar.).